# Biosteres rectinotaulis
Biosteres rectinotaulis är en stekelart som beskrevs av Fischer 1998. Biosteres rectinotaulis ingår i släktet Biosteres och familjen bracksteklar. Inga underarter finns listade.